# Herz-Jesu-Kirche (Einswarden)
Die ehemals katholische Herz-Jesu-Kirche Einswarden, im niedersächsischen Nordenham-Einswarden im Landkreis Wesermarsch stammt aus der Mitte des 20. Jahrhunderts. Aktuell (2024) wird sie als Koptisch-orthodoxe Kirche genutzt.
Das Gebäude steht unter Denkmalschutz (siehe auch Liste der Baudenkmale in Nordenham).

## Geschichte
Das eingeschossige verklinkerte Gebäude hat 100 Sitzplätze. Es besitzt ein Satteldach und über dem Eingang (mit Vordach) ein vertikales in Steine gefasstes Band mit drei rundbogigen Fenstern. Zusammen mit dem angefügten Pfarrhaus und dem Gemeindezentrum wurde die Kirche 1928 im expressionistischen Stil der Moderne erbaut.
2015 wurde die Pfarrkirche aufgegeben. Das 2019 profanierte Gebäude stand bis Ende 2021 leer, bis das koptisch-orthodoxe Bistum Norddeutschland das Gelände kaufte. Ein Mönch zog in die einzige koptische Gemeinde im Bereich des Bistums Münster ein.
Das Landesdenkmalamt konstatierte der Kirche eine „städtebauliche“ Bedeutung.

### Orgel
Um 1950 entstand ein Orgelneubau durch Johann Caspar (Nordenham). 1952 fand die Spielbarmachung durch Gustav Brönstrup (Hude) statt.
1976 wurde die Orgel von St. Stephani in Bremen angekauft, die 1959 vom Orgelbauer Alfred Führer (Wilhelmshaven) hergestellt wurde. 1980 erfolgte der Einbau eines selbstständigen Pedalwerks (I+P/6) durch Alfred Führer. Sie hat ein Manual (C–f³) (Praestant, Rohrflöte, Quinte, Zimbel) und ein Pedal (C–d¹).

### Glocke
Die Glocke wurde 1930 von der Glockengießerei Otto in Bremen-Hemelingen gefertigt. Ihr feiner Klang bewahrte sie davor, im Zweiten Weltkrieg eingeschmolzen zu werden. Ein neuer größerer, schonender Klöppel wurde 2009 in Neustadt geschmiedet.